# Alphamay
Alphamay ist eine Elektro-Pop-Band aus Osnabrück.

## Name
Der Name symbolisiert den Tag des Unfalls: „Alpha“ für den Anfang oder „1“, „May“ für „Mai“.
Im russischen Sprachraum wird die alternative Schreibweise АЛЬФАМЭЙ genutzt.

## Geschichte
Beide Gründungsmitglieder sind ebenfalls Mitglieder der deutschen Rockband Rozencrantz. Nach einem gemeinsamen schweren Unfall am 1. Mai 2012, seit dem Cris Frickenschmidt im Rollstuhl sitzt, wurde – zunächst als Nebenprojekt – „Alphamay“ ins Leben gerufen.
Nach einigen experimentellen Musikstücken und ersten kleineren Auftritten erschien 2014 das erste Album II III – III III – IIII II beim Osnabrücker Musiklabel Timezone. Es folgten weitere Live-Shows, bevor 2015 die Single und das gleichnamige Album Dazzle Camouflage erschienen. Präsentiert wurde das Album erstmals live und open-air auf der Maiwoche. Bei diesem Auftritt wurde das visuelle Konzept der Band neben Licht- und Videoinstallationen auch durch die Berliner Vogue-Tanzgruppe „The House of Melody“ unterstützt.
2016 erschien das Album Twisted Lines als zweites Kapitel der „Dazzle“-Trilogie. Das Album stieg zwei Mal in die Top 10 der DAC (Deutsche Alternative Charts) ein und erreichte zahlreiche positive Rezensionen in der nationalen und Internationalen Presse. Zum Album Twisted Lines erschienen zwei Singles. Das Album wurde ausgiebig live präsentiert, unter anderem mit der Hamburg City Tour – einer Tour in Hamburger Clubs.
Im Mai 2017 erschien das Album The Simulation Hypothesis. Es bildet den Abschluss der so genannten „Dazzle“-Trilogie. Zugleich bildet es die Abschluss der thematischen Ausrichtung der drei Alben der Trilogie. Begleitet wurde die Veröffentlichung durch den ersten Schwarz-Weiß-Videoclip der Band. Es ist der Videoclip zum Song Decay of a Dream.
Die Band präsentiert das neue Album mit der umfassenden „Simulation Hypothesis Tour“ mit mehr als 20 Konzerten und Festivalauftritten in Deutschland und den Niederlanden.
Im Mai 2018 veröffentlichte die Band das Mini-Album The Mellow Collie anlässlich des fünften Band Jubiläums. Das fünf Titel umfassende Werk erschien als auf je 50 Stück limitierte CD und Musikkassette. Stilistisch greift das Album die „Electronic Avantgarde“ der frühen 1990er Jahre auf und erinnert an Bands wie Deine Lakaien. Die Veröffentlichung erreichte die Top 10 der Deutschen Alternative Charts.
Die ebenfalls im Mai 2018 erschienene Single Black Parasite erhielt ein aufwändiges Video, das neben der Band die brasilianische Sambatänzerin Martinha Rainha da Bateria zeigt.
Das neue Album wurde auf der „Beyond-Simulation“-Clubtour und auf Festivalauftritten, unter anderem auf dem 27. Wave Gotik Treffen in Leipzig live präsentiert.
Mit der Single A Silke Bischoff Tribute (erschienen am 7. September 2018 beim Label Battersea Electric als Katalognummer BE008) veröffentlichte Alphamay zwei Cover-Songs der Band Silke Bischoff zu Ehren des im Vorjahr verstorbenen Sängers Felix Flaucher. Nach rechtlichen Unklarheiten wurde die Veröffentlichung seitens der Band zurückgezogen.
Das Album Trans/Fusion (veröffentlicht am 10. Dezember 2018 bei Battersea Electric) ist ein reines Remix-Album, das 12 Songs aus allen bisherigen Alphamay-Alben enthält, die von anderen Bands der Deutschen Gothic/Wave-Szene neu interpretiert wurden. Dazu zählen Bands, wie z. B. Schwarzschild, Circured und Unplaces.
Am 16. Januar 2019 veröffentlichte die Band die Single Follow Me zeitgleich mit dem dazu gehörigen Videoclip. Dieser wurde unter anderem im Skulpturengarten des Osnabrücker Künstlers Norbert Henze gedreht.
Die Single Conform Us folgte am 23. Februar 2019. Diese wurde im Rahmen der „Friends & Family Show“ in Duisburg live präsentiert. Wenige Tage später erreichte die Single den sechsten Platz der türkischen iTunes-Charts.
Im Anschluss an die „European Club Tour 2019“, die die Band nach Deutschland, Belgien und in die Niederlande führte, folgte die Veröffentlichung eines Best-Of-Albums. Diese Doppel-CD mit dem Namen Ретрография (Retrografie) erschien beim Moskauer Label ScentAir Records. Die Veröffentlichung wurde mit Clubshows in Sankt Petersburg und Moskau begleitet. Auf dem Cover wird der Name der Band in kyrillischer Schreibweise angegeben: АЛЬФАМЭЙ.

## Stil
Alphamay mischt modernen Elektro- und Future-Pop mit Elementen von Synthie-Pop aus den 1980er Jahren und Dark-/New-Wave Elementen.

## Auszeichnungen
- The Akademia Award „Best EP Dance/Electronica“ Mai 2018 für das Mini-Album „The Mellow Collie“
- Deutscher Rock und Pop Preis 2017 Sonderkategorie „Beste Elektropop-Band“ 1. Platz
- Deutscher Rock und Pop Preis 2017 Sonderkategorie „Beste Gothic/Wave-Band“ 1. Platz
- Deutscher Rock und Pop Preis 2016 Sonderkategorie „Beste Elektropop-Band“ 2. Platz

## Diskografie
- 28. November 2014: II III – III III – IIII II (Timezone – TZ295; CD-Album)
- 1. Mai 2015: Dazzle Camouflage (Timezone – Download-Single)
- 8. Mai 2015: Dazzle Camouflage (Timezone – TZ410; CD-Album)
- 22. Januar 2016: Your Pain (Timezone – Download-Single)
- 19. März 2016: Twisted Lines (Timezone – TZ1093; CD-Album)
- 15. April 2016: Silence Emotion (Timezone – Download-Single)
- 19. Mai 2017: The Simulation Hypothesis (Timezone – TZ1398; CD-Album)
- 4. Mai 2018: Black Parasite (Battersea Electric – BE004; Download-Single)
- 11. Mai 2018: The Mellow Collie (5 years young) (Battersea Electric – BE005; CD-Album, MC-Album)
- 7. September 2018: A Silke Bischoff Tribute (Battersea Electric – BE008; Download-Single)
- 10. Dezember 2018: Trans/Fusion (Battersea Electric – BE018; CD-Album)
- 16. Januar 2019: Follow Me (Battersea Electric – BE019; Download-Single)
- 23. Februar 2019: Conform Us (Battersea Electric – BE024; Download-Single)
- 28. Oktober 2019: Ретрография (Retrografie) (ScentAir Records – SA130; Doppel CD-Album)
- 6. März 2020: Afterglow (Battersea Electric – BE031; CD-EP)
- 20. Juni 2020: Conformity (Battersea Electric – BE035; CD-Album)

## Videos
- Caorvain – live (2013)
- Chrystal Orphan – live (2013)
- Never the Same (2014)
- Nothing We Can Sense (2014)
- Pandoras Light (2014)
- The God Games (2015)
- Let Me Fall (2015)
- Force My Hand (2015)
- Now and Then (2015)
- Talking Rivers (2015)
- My C64 (2015)
- Lamps of Gold (2015)
- Berlin (2015)
- Fade to Grey (2015)
- Tainted Love – live (2015)
- 3:45 am (2015)
- Now and Then live (2015)
- Your Pain (2016)
- The Rising Moon (2016)
- Silence Emotion (2016)
- Weak Philosophy (2016)
- Decay of a Dream (2017)
- Black Parasite (2018)
- Follow Me (2019)
- Afterglow (2020)
- Conformity (2020)